# تکیپیرکنت
تکیپیرکنت (به لاتین: Tekipirkent) یک منطقهٔ مسکونی در روسیه است که در شهرستان دوکوزپارینسکی واقع شده‌است.